# نخل باب
نخل باب (نام علمی: Suastus gremius) نام یک گونه از سرده سواستوس است.

## نگارخانه

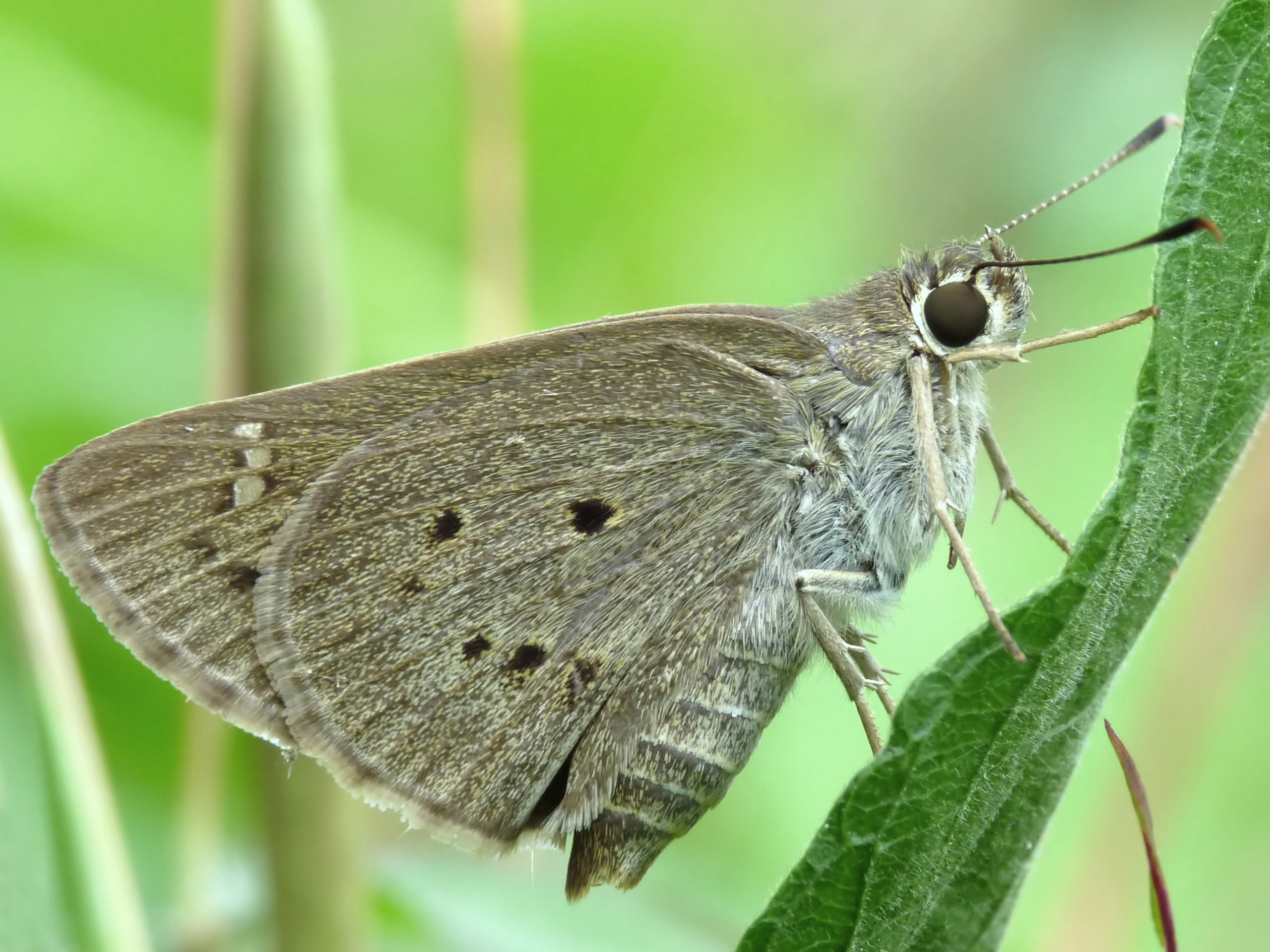
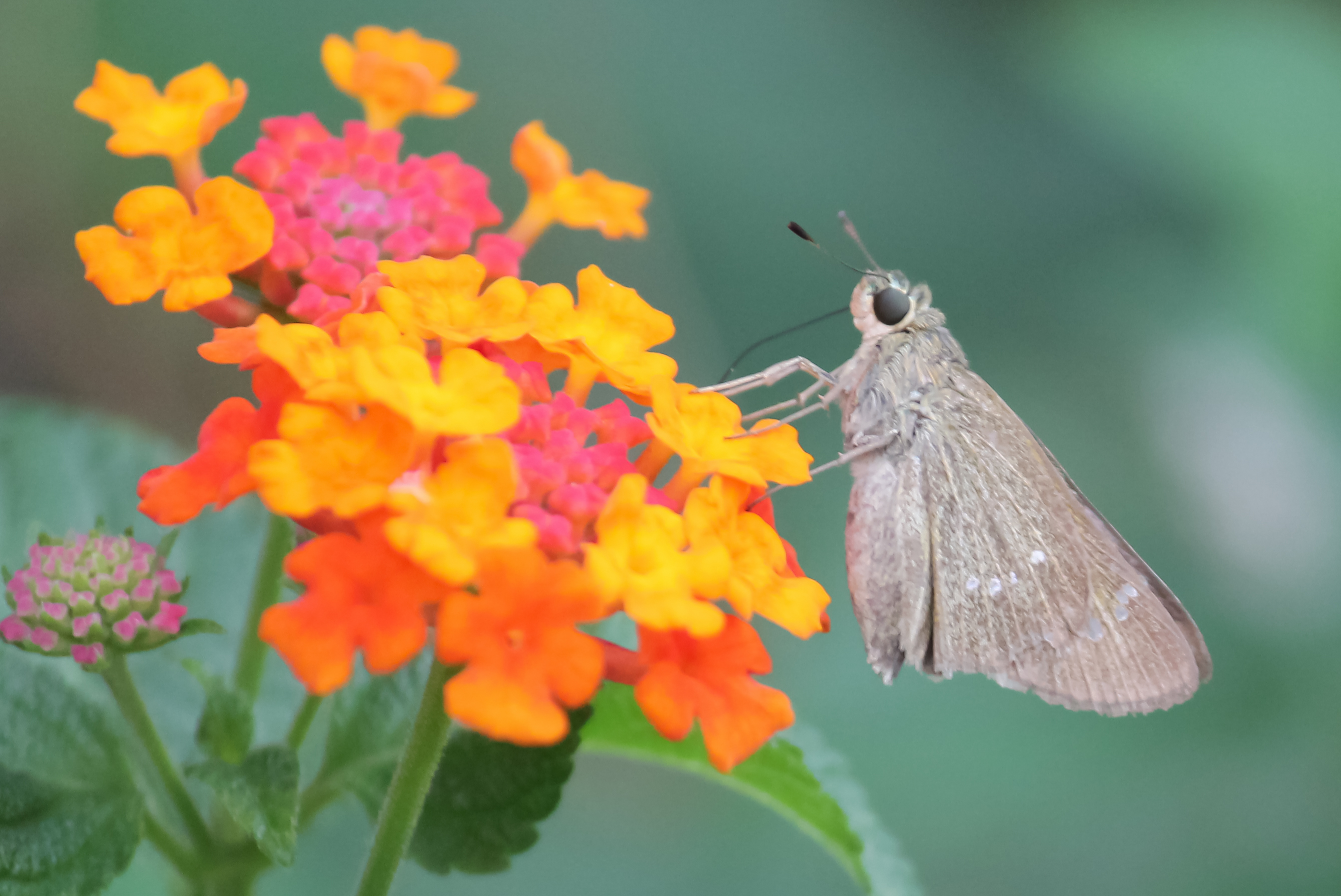